# Elvira Luza
Elvira Luza Argaluza (Lima, 28 de septiembre de 1903 - Lima, 25 de diciembre de 2004) fue colaboradora de la Comisión Nacional de Cultura y miembro del Instituto de Arte Contemporáneo, además de coleccionista y difusora del arte popular que dejó una de las colecciones más importantes de arte popular peruano.

## Biografía
Nace en Lima el 22 de septiembre de 1903 y fallece el 25 de diciembre del 2004 en Lima, Perú, a la edad de 101 años. Su madre, Elvira Argaluza nacida en 1864 se dedicó al cuidado del hogar y su padre, Reynaldo Luza quien nació en 1860, administró y trabajó las tierras que poseía en Cañete. Fue la menor de cinco hermanos, dos varones y dos mujeres. Entre ellos: Reynaldo Luza Argaluza (1893-1978) y María Mercedes Luza Argaluza (1901).
Reynaldo, el mayor de ellos, estudió arquitectura y, posteriormente, se abrió paso a las artes plásticas, en especial la pintura, siendo un gran pintor de desiertos. Así, mientras su hermano mayor alcanzaba fama internacional viviendo entre París y Nueva York, Elvira se convierte en toda una personalidad en Lima. 
Estudió en el colegio Sophianum y más tarde, en la Escuela de Bellas Artes del Perú siendo egresada de la primera generación durante la dirección del maestro Daniel Hernández y alternó su formación con indigenistas y pintores de principios del siglo XX.
Recorrió buena parte de la sierra, sobre todo la zona sur, en compañía de Arturo Jiménez Borja, Julia Codesido y otras personalidades de la época, quienes reconocieron, como ella, que las expresiones populares contenían el auténtico sentir de los pueblos andinos del Perú. Reunió pinturas, cerámicas y piezas de plata.

## Colección Elvira Luza
El indigenismo en el Perú obedeció a una tendencia generalizada por intentar reencontrar las raíces culturales en las diversas expresiones vernaculares. Es el movimiento plástico indigenista el que motiva un acercamiento de pensadores, pintores y coleccionistas a desplazarse por el interior del país en una búsqueda constante de la peruanidad. El indigenismo es el primer intento por descubrir y explorar un Perú desconocido y que todavía no conocemos en su verdadera dimensión. 
Es así que, en su afán de conservar las expresiones plásticas populares, Elvira Luza viaja por el Perú a inicios del siglo pasado coleccionando a su paso más de 350 piezas representativas de este género artístico que sobrevive gracias a la memoria viva de los pueblos.
Desde la década del 30, Elvira recorre la sierra del país, principalmente la zona del sur andino, dicha práctica fue poco recurrente para las mujeres de clase alta, hecho que la distanciaría de las prácticas sociales establecidas en dicha época. En estos viajes recoge diversos objetos elaborados por artesanos, este gusto no era solo por el objeto en sí sino por el reconocimiento y respeto a sus productores, a aquellos artistas que durante mucho tiempo fueron ignorados desde la capital. Elvira Luza, junto a otros intelectuales, artistas y coleccionistas, hicieron lo propio para que se reconozca e incorpore el aporte de estas personas al acervo cultural del Perú a través de exposiciones, ferias y galerías. Ejemplo de ello fue cuando en octubre de 1946, Elvira y Alicia Bustamante, con quien mantuvo una estrecha amistad, realizaron una exposición de arte popular en el Museo de la Cultura Peruana. 
Sin embargo, a pesar del gran dominio y conocimiento sobre las artes populares peruanas, Elvira no ha dejado un testimonio escrito pero sí promovió un espacio para el encuentro entre grandes artistas y pensadores a través de las recordadas tertulias que tuvieron lugar en su casa. De esta manera, difundía lo que conocía y estimulaba a quienes se comenzaban a interesar por este campo.
Hacia el 2004, Elvira Luza donó su colección al Museo de Artes y Tradiciones Populares del Instituto Riva-Agüero (PUCP) que alberga, aproximadamente, siete mil piezas entre cerámicas, trajes, retablos y otras piezas de fina artesanía.